# Ana Afonso de Leão
Ana Afonso de Leão (née vers 1625- morte avant 1710) est une reine à Nkondo qui contrôle les territoires de Lemba et Matari, ainsi que ceux situés le long de la rivière Mbidizi dans le royaume du Kongo. 

## Origine
Née vers 1625, Ana Afonso de Leão est une sœur du roi Garcia II Afonso, et l'épouse de l'éphémère souverain Alphonse II du Kongo et Nkondo.

## Reine du Kongo
Pendant la guerre civile du Kongo entre les Kanda Kinlaza et Kimpanzu qui ravage le royaume du Kongo entre 1665 et 1709, Ana Afonso de Leão établit une principauté régionale quasi indépendante qui comprend les marquisats de Nkondo et de Mpemba, et le duché de Mbamba. Les territoires qu'elle contrôle vers 1682-1714 sont nommés « Les Pays de la Reine ».
Veuve depuis 1669, elle s'était retirée à Nkondo, entre Ambriz et Nkusu où elle était considérée comme la matriarche du Kanda Kinlaza, lorsqu'elle entreprend de combattre entre 1682 et 1693 le roi Manuel Ier. Fin 1691, Manuel Ier Afonso et ses alliés du Soyo envahissent Nkondo et chasse la reine Ana Afonso de Leão. Pedro Valle de Lagrimas, duc de Mbamba cousin de la reine se porte à son secours mais il est défait en mai 1692.
Après l'élimination de Manuel Ier, deux des neveux de la reine, Alexio Afonso, le nouveau duc de Mbamba et Pedro Constantinho da Silva, marquis de Wembo ourdissent un complot contre elle afin de l'évincer. Elle s'enfuit et s'établit en divers endroits, notamment à Ngandu. En septembre 1696, deux de ses capitaines, D. Antonio Afonso Mpanzu a Kivasi et D. Garcia Makunga, livrent bataille à Pedro Constantinho, et reprennent Nkondo, l'ancienne résidence de la reine.
Du fait de son ascendance royale, l'autorité de Dona Anna est grande et elle participe activement aux négociations destinées à restaurer l'unité du royaume. En 1696, il y a deux compétiteurs principaux : Pierre IV Agua Rosada, roi à Kibangu, et João II du Kongo qui régnait à Lemba-Bula. Les préférences de la reine Ana allaient à son parent João II et en mars 1696, elle envoie comme ambassadeur à Lemba le Père Luc de Caltanissetta. Le roi João II refuse d'accepter les conditions estimées indispensables pour assurer une paix définitive : la restitution de Kiowa kia Nza, qu'il avait enlevé au comte de Soyo, et l'occupation de l'ancienne capitale São Salvador.
La reine Dona Ana accepte alors d'appuyer la candidature d'un autre de ses parents du Kanda Kinlaza, D. António de Leão Mapnzu Kinvangi, fils de l'éphémère roi Alvare VII du Kongo. Toutefois, sur l'insistance du Père François de Pavie, elle se déclare finalement favorable au roi de Kibangu, Pierre IV. Grâce à son autorité, les principaux chefs du pays jurent fidélité à ce roi qui est couronné à São Salvador le 2 août 1696. Cependant, les ambitions de quelques potentats font obstacle à sa restauration qui n'intervient finalement qu'en 1709.
La date du décès de Dona Ana est inconnue. La reine vit encore en 1707, quand le Pape Clément XI lui adresse une correspondance datée de cette année.

## Famille
Outre ses neveux Alexio Afonso, duc de Mbamba, Pedro Constantinho da Silva et le demi-frère de ce dernier le futur roi Manuel II du Kongo, sa parenté comprenait également son gendre D. Daniel, marquis de Mpemba, son autre neveu D. Alvaro duc de Mbata qu'elle tente d'imposer comme roi à Nkondo entre 1700 et 1707 et sa nièce Dona Catarina dont la fille Dona Ana gouvernait le duché d'Owando après la mort de son époux D. Clemente.

## Sources
- (pt) Fernando Campos « O rei D. Pedro IV Ne Nsamu a Mbemba. A unidade do Congo », dans Africa. Revista do centro de Estudos Africanos, USP S. Paulo 18-19 (1) 1995/1996 p. 159-199 & USP S. Paulo 20-21 1997/1998 p. 305-375.
- (en) John K. Thornton Elite Women in the Kingdom of Kongo: Historical Perspectives on Women's Political Power dans « The Journal of African History » publié par Cambridge University Press. Vol. 47, No. 3 (2006), p. 437-460
- (en) John K. Thornton, A history of west central Africa to 1850, Cambridge, Cambridge University Press, 2020, 365 p. (ISBN 978-1-107-56593-7), p. 186,206,208,210,214,277